# Scleritoderma nodosum
Scleritoderma nodosum är en svampdjursart som beskrevs av Thiele 1900. Scleritoderma nodosum ingår i släktet Scleritoderma och familjen Scleritodermidae.
Artens utbredningsområde är havet kring Indonesien. Inga underarter finns listade i Catalogue of Life.